# ブラック&ホワイト (テレビドラマ)
『ブラック&ホワイト』（ぶらっくあんどほわいと、原題：痞子英雄）は2009年の台湾のテレビドラマ。台湾にある架空の都市である海城市の警察署を舞台に警察官やギャングの奮闘を描く。町に蔓延する新型麻薬の捜査から始まり、その裏にある巨大な犯罪組織（黒社会）や大物政治家に迫っていく。台湾では2009年4月11日から同年6月27日まで公共電視台で放送された。 第44回台湾金鐘奨で、戲劇節目獎（連続ドラマ作品賞）、戲劇節目導演獎（連続ドラマ監督賞）、節目行銷獎（ヒットドラマ賞）、美術設計獎を受賞。
主演の一人趙又廷（マーク・チャオ）はこの作品がデビュー作であり、台湾の連続ドラマ主演男優賞を受賞している。チャオの父親も警察署長役で出演しており親子共演作品の一つ。また、台湾で活動する日本人俳優の蔭山征彦が脇役で出演している。

## 登場人物
陳在天（チェン・ズァイティエン）
第一話で海城市警察の南署に赴任してきた刑事。前任地は同市の北署であり、北署では検挙率トップのやり手として知られていた。老若男女問わず誰にでも軽々しく声をかけ、同僚からは軽率で軟派な奴だと思われており、あだ名は痞子（ピーズ、ごろつきの意味）。冷静で記憶力に優れ頭が切れる面もあり、特に南署での相方であるインションとは性格や捜査方針でよくぶつかるが、お互いに足りないところを補える関係へと成長していく。現在は高級マンションに住みスポーツカーを乗り回しているが、3年前にはマクドナルドのハンバーガーすら買うことができない極貧の時代があった、謎の情報提供者からのファックスで送られてくる情報に頼るなど、掴みどころがない部分があり謎の多いキャラクターとして描かれる。全話に登場。劇中では基本的に白いスーツ姿で黒のインションとは対比になっている。
呉英雄（ウー・インション）
南署で検挙率トップを誇る熱血刑事。思ったことがすぐに顔や口に出てしまうほか、行動面でも後先考えない行動が目立ち失敗することも多い。第一話で犯人追跡中に赴任途中の陳在天から悪気はないが妨害を受け、犯人を取り逃がすという失態を犯し、上司から二人でペアを組むことを指示され渋々承諾する。全話に登場。劇中では基本的に黒いジャンパー姿で白のズァイティエンとは対比になっている。
陳琳
海城市を牛耳る巨大組織の三連会の会長の娘。喜怒哀楽が激しく子供のようなところがあるが、マフィアの娘なので普通の子供時代が過ごせなかったことを気にしている。準主役でほぼ全ての話に登場する。
藍西英
南署の若い鑑識官。あまり感情を見せないが、インションに好意を寄せている。ほぼ全ての話に登場する。
李さん
南署のベテラン刑事の老人。

### キャスト
- 陳在天 周渝民
- 呉英雄 趙又廷(マーク・チャオ)
- 陳琳 陳意涵
- 藍西英 張鈞甯
- 馬小明 修杰楷
- 南署の署長 趙樹海
- 陳俊麟 湯志偉
- 李さん 乾德門
- 浩克
- 高偉
- 三連会の会長
- 杜文雁
- 車進
- 阿得 蔭山征彦

## エピソード・サブタイトル
全24話
| 各話   | サブタイトル       | 放送日         |
| ------ | ------------------ | -------------- |
| 第1話  | 最悪の相棒         | 2010年6月12日  |
| 第2話  | 薬物疑惑           | 2010年6月19日  |
| 第3話  | 天国行きの列車     | 2010年6月26日  |
| 第4話  | 過去を知る男       | 2010年7月3日   |
| 第5話  | 思いがけない訪問者 | 2010年7月10日  |
| 第6話  | 盗まれた証拠       | 2010年7月17日  |
| 第7話  | 正義と悪           | 2010年7月24日  |
| 第8話  | 再捜査             | 2010年7月31日  |
| 第9話  | 女神との再会       | 2010年8月7日   |
| 第10話 | 永遠の別れ         | 2010年8月14日  |
| 第11話 | たったひとつの真実 | 2010年8月21日  |
| 第12話 | 偽りの人生         | 2010年8月28日  |
| 第13話 | 内通者             | 2010年9月4日   |
| 第14話 | 新たな証拠         | 2010年9月11日  |
| 第15話 | 父親の記憶         | 2010年9月18日  |
| 第16話 | 会長奪回           | 2010年9月25日  |
| 第17話 | トロイの心         | 2010年10月2日  |
| 第18話 | 謎の女刑事         | 2010年10月9日  |
| 第19話 | 出生の秘密         | 2010年10月16日 |
| 第20話 | 遅すぎた告白       | 2010年10月23日 |
| 第21話 | ２人の絆           | 2010年10月30日 |
| 第22話 | 光に潜む闇         | 2010年11月6日  |
| 第23話 | 強大な敵           | 2010年11月13日 |
| 第24話 | 戦いの果てに       | 2010年11月20日 |

## ソフトウェア

### DVD
販売元：ジェネオン・ユニバーサル・エンターテイメント
- 「ブラック&ホワイト【ノーカット完全版】DVD-SET1」（2011年1月7日）
- 「ブラック&ホワイト【ノーカット完全版】DVD-SET2」（2011年2月2日）

日本語は字幕対応のみで吹替は無い。

## 日本国内放送局
| 放送地域 | 放送局                      | 放送期間                      | 放送日時                           | 放送系列       |
| -------- | --------------------------- | ----------------------------- | ---------------------------------- | -------------- |
| 日本全域 | DATV                        | 2010年6月12日 - 11月20日      | 毎週土曜 21時00分 - 22時00分       | CS放送         |
| 日本全域 | アジアドラマチックTV★So-net | 2010年11月2日 - 2011年1月20日 | 毎週火曜・木曜 10時30分 - 11時30分 | CS放送         |
| 日本全域 | BSジャパン                  | 2011年2月4日 - 7月29日        | 毎週金曜 23時00分 - 23時54分       | BS放送         |
| 日本全域 | BS11                        | 2012年7月12日 - 9月28日       | 毎週木曜・金曜 27時30分 - 28時30分 | BS放送         |
| 京都府   | KBS京都                     | 2011年7月15日 - 12月23日      | 毎週金曜 23時00分 - 23時55分       | JAITS          |
| 福岡県   | TVQ九州放送                 | 2011年8月21日 -               | 毎週日曜 25時05分 - 26時00分       | テレビ東京系列 |

## 映画
2012年に映画版『ハーバー・クライシス〈湾岸危機〉 Black & White Episode 1』（原題：痞子英雄 首部曲 全面開戦）が制作された。
テレビドラマ版より3年前のハーバー・シティが舞台で、監督はテレビドラマ版と同じくツァイ・ユエシュン。撮影監督はリー・ピンビン、アクション監督はシリル・ラファエリ、リー・チュンチー。出演はマーク・チャオ、ホァン・ボー、アンジェラベイビー、テリー・クァン、レオン・ダイ、アレックス・トー、カオ・ジエ、阿KEN、SOLER、ディーン・フジオカなど。
2014年にその続編映画『ハーバー・クライシス 都市壊滅』（原題：痞子英雄二部曲:黎明再起）が制作された。